# كانابيديول
الكانابيديول (بالإنجليزية: Cannabidiol) (ويختصر CBD) هو واحد من 113 على الأقل من الكانابينويدات النشطة الموجودة في نبات القنب.، يعتبر الكانابيديول أحد الكانبينويدات الرئيسية؛ إذ يمثل ما يصل إلى 40% من مستخرج النبات. اعتبارًا من عام 2022، شملت الأبحاث السريرية الكانابيديول دراسات تتعلق بعلاج القلق والإدمان والذهان واضطرابات الحركة والألم، ولكن لا توجد أدلة كافية عالية الجودة على أن الكانابيديول فعال في هذه الحالات.
لا يسبب الكانبيديول أي تأثيرات مسكرة او التأثير السام مثل تلك الآثار التي يسببها رباعي هيدرو كانابينول الموجود في الماريجوانا، ولكن قد يكون له آثار مضادة القلق وتأثير مضاد للذهان.

## الأبحاث

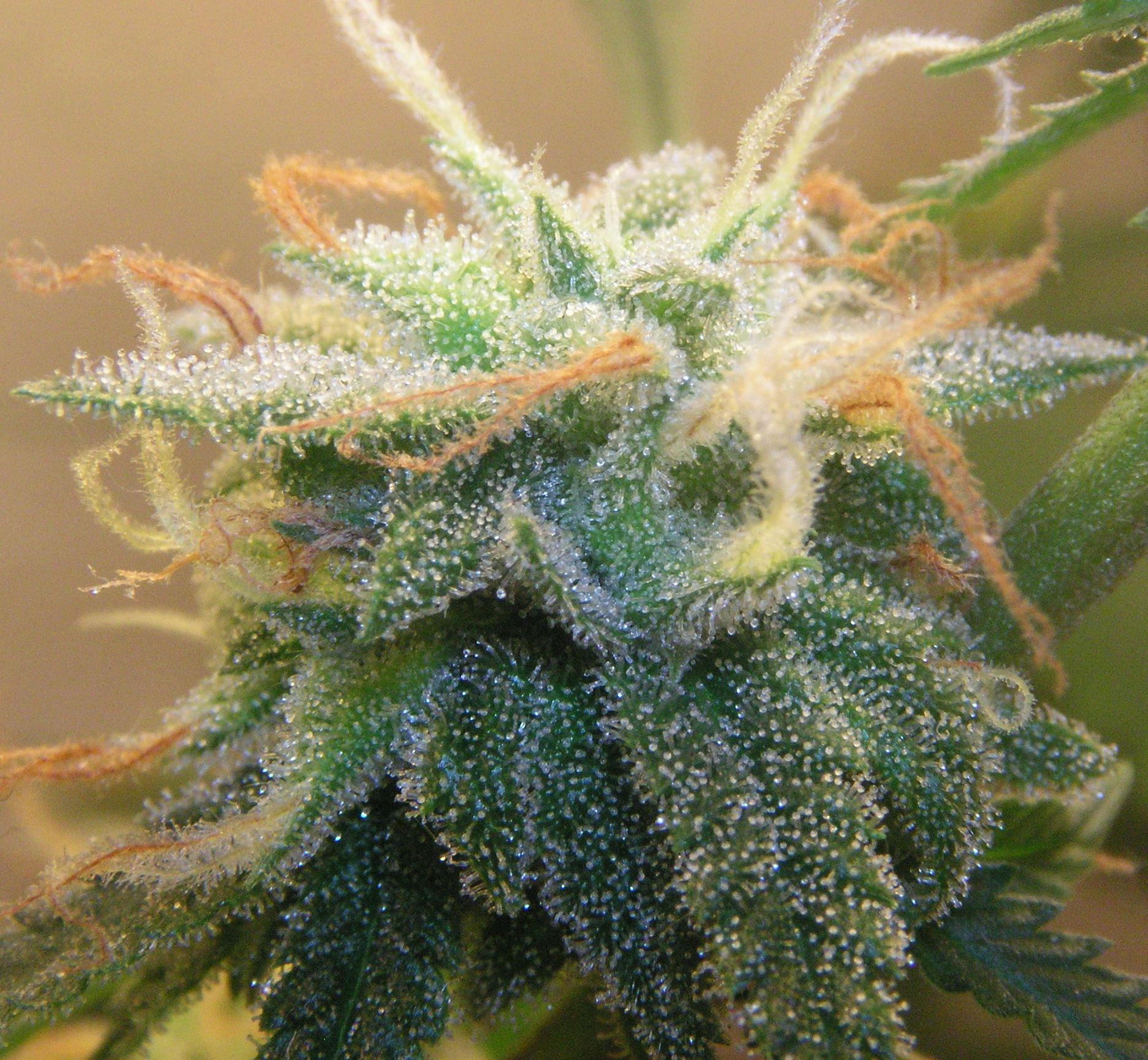
برعم زهرة القنب ساتيفا المغلفة مع الجيوب التي تحمل الكانابيديول والمواد المخدرة الأخرى

متلازمة درافيت (الملقبة بصرع الرمع العضلي الطفولي) هو شكل نادر من أشكال الصرع التي يصعب علاجها. وهو شكل كارثي من أشكال الصرع المستعصية التي تبدأ في مرحلة الطفولة. تبدأ النوبات في الظهور لأول مرة وتحدث لفترات طويلة، وفي السنة الثانية من الحياة تبدأ أنواع أخرى من النوبات في الظهور. وقد أثار عدد من التقارير البارزة والمؤلفات الطبية الاهتمام في علاج متلازمة درافيت باستخدام الكانابيديول. وقد صنف الكانابيديول تحت حالة دواء يتيم في الولايات المتحدة، لعلاج متلازمة درافيت التي ستسمح بدراستها.
يتم تسويق بعض مستحضرات القنب التي تحتوي على الكانابيديول كمكملات غذائية (مكمل غذائي) ذات فعالية في علاج متلازمة درافيت. ويتم تسويق إحدى هذه المستحضرات تحت الاسم التجاري مستحضر شارلوت المستخرج من القنب.
تسعى شركة غو للأدوية إلى الحصول على موافقة إدارة الأغذية والدواء على تسويق تركيبة سائلة للكانابيديول المشتق من نباتات القنب النقية تحت الاسم التجاري إبيديوليكس (الذي يحتوي على 99% كانابيديول وأقل من 0.10% من رباعي هيدرو كانابينول) كعلاج لمتلازمة درافيت. تم منح إبيديوليكس وضع المسار السريع وهو في مرحلة متأخرة من التجارب بعد نتائج مبكرة إيجابية لهذا الدواء..
وذكر استعراض عام 2014 أن البعض قد زعم، على حد قولهم، أن الكانابيديول قد يكون تكون مفيدًا في مساعدة المصابين بالصرع. وذكرت المعلومات الواردة في الاستعراض أنه لا توجد آلية عمل ثابتة لهذا الغرضآلية عمل ولا توجد أدلة عالية الجودة في هذا المجال للوصول إلى تلك الاستنتاجات.
ويشير استعراض عام 2016 إلى أنه نظرًا لانخفاض دقة البيانات المتاحة، «لا يمكن استخلاص أي استنتاجات» بشأن فعالية الكانابيديول كعلاج للصرع.

### مضاد للذهان
توجد أدلة أولية على أن الكانبيديول له تأثير مضاد للذهان، ولكن لا تزال الأبحاث في هذا المجال محدودة.

### السلامة
تمت دراسة سلامة استخدام الكانابيديول في البشر في دراسات صغيرة متعددة، مما يشير إلى أنه يمكن تحمله بجرعات تصل إلى 1500 ملغ / يوم (في حالة تناوله عن طريق الفم) أو 30 ملغ (في حالة إعطاءه عن طريق الوريد).

## الديناميكا الدوائية
يتميز الكانبيديول بتقارب منخفض جدًا لمستقبلات الكانابينويد CB1 و CB2 ولكنه يعمل كمضاد غير مباشر لهذه المستقبلات. ويمكن أن يحفز آثار رباعي هيدرو كانابينول عن طريق زيادة كثافة مستقبلات CB1 أو من خلال آلية أخرى تتعلق بمستقبلات CB1. يمكن أن يمدد الكانابيديول أيضا مدة آثار رباعي هيدرو كانابينول عن طريق تثبيط إنزيمات سيتوكروم بي 450 CYP3A و CYP2C.
وُجد أن الكانابيديول يعمل كمضاد لمستقبل GPR55، وهو مستقبل مقترن بالبروتين ج ومستقبلات القنب المفترضة التي يتم التعبير عنها في النواة الذنبية والبطامة في الدماغ. وقد تبين أيضًا أنه يعمل كمنبه جزئي لمستقبلات 5-HT1A، وقد يكون تلك الآلية مسؤولة عن التأثير المضاد للاكتئاب، والمضاد للقلق، والتأثير الواقي للجهاز العصبي الخاص بالكانابيديول. كما يعتبر الكانبيديول أحد المغيرات المشوهة لمستقبلات μ- و δ-الأفيونية أيضًا. [35] وتُعزى الآثار الدوائية للكانابيديول بالإضافة إلى ذلك إلى تنبيه مستقبلات PPAR وإدخال الكالسيوم داخل الخلايا.
وتشير الأبحاث إلى أن الكانابيديول قد يظهر بعض آثاره الدوائية من خلال تثبيطه للأحماض الدهنية أميد هيدرولاز، مما قد يزيد بدوره من مستويات إندوكانابينويدس، مثل أنانداميد، التي ينتجها الجسم. كما تم التكهن بأن بعض منتجات الأيض للكانابيديول لها تأثيرات دوائية تساهم في النشاط البيولوجي للكانابيديول.

## التفاعلات الدوائية
توجد بعض الأدلة الطبية التي تشير إلى أن الكانابيديول قد يقلل من تخلص الجسم من رباعي هيدرو كانابينول، مما يسبب زيادة متواضعة في تركيزات رباعي هيدرو كانابينول في البلازما مما أدى إلى كمية أكبر من رباعي هيدرو كانابينول المتاح للمستقبلات، وزيادة تأثير رباعي هيدرو كانابينول بطريقة تعتمد على الجرعة. على الرغم من هذا، تشير الأدلة المتاحة في البشر إلى أنه لا يوجد أي تأثير كبير للكانابيديول على مستويات رباعي هيدرو كانابينول في البلازما.

## المستحضرات الداوائية
نابيكسيمولس (أوسان، والاسم التجاري ساتكس) هو رزاز يستنشق عن طريق الفم التي يحتوي على نسبة 1: 1 تقريبًا من الكانابيديول ورباعي هيدرو كانابينول تمت الموافقة عليه من قبل السلطات الكندية في عام 2005 لتخفيف الألم المرتبط بالتصلب المتعدد.. كما صُنف إبيديوليكس، وهو دواء يحتوي على الكانابيديول كعنصرنشط، تحت حالة الأدوية اليتيمة في الولايات المتحدة لعلاج متلازمة درافيت في يوليو عام 2015.
إبيديوليكس هو مستحضر زيتي دوائي من الكانابيديول المستخرج من القنب والذي يخضع لتجارب سريرية لعلاج متلازمات الصرع المستعصية.

## الكيمياء
الكانابيديول غير قابل للذوبان في الماء ولكنه قابل للذوبان في المذيبات العضوية مثل البنتان. يأخذ الكانبيديول في درجة حرارة الغرفة، شكل بلوري صلب عديم اللون. يتأكسد الكانبيديول في الوسط القلوي القوي ووجود الهواء، إلى كينون. كما يتحول الكانابيديول في الأوساط الحمضية إلى رباعي هيدرو كانابينول. وقد تم تخليق الكانابيديول من قبل عدة مجموعات بحثية.

### التخليق الحيوي
ينتج القنب كانانبيديول حمض الكربوكسيل من خلال نفس مسار التمثيل الغذائي لرباعي هيدرو كانابينول، حتى الخطوة الأخيرة، حيث يحفز إنزيم مخلق الكانابيديول أ التفاعل لتكوين الكانابيديول بدلًا من إنزيم مُخلق رباعي هيدرو كانابينول.

تخليق الكانابيديول ورباعي هيدرو كانابينول

### النظائر
| 7 نظائر مزدوجة الترابط ا ومنها 30 نظير فراغي | 7 نظائر مزدوجة الترابط ا ومنها 30 نظير فراغي | 7 نظائر مزدوجة الترابط ا ومنها 30 نظير فراغي                             | 7 نظائر مزدوجة الترابط ا ومنها 30 نظير فراغي | 7 نظائر مزدوجة الترابط ا ومنها 30 نظير فراغي | 7 نظائر مزدوجة الترابط ا ومنها 30 نظير فراغي | 7 نظائر مزدوجة الترابط ا ومنها 30 نظير فراغي | 7 نظائر مزدوجة الترابط ا ومنها 30 نظير فراغي | 7 نظائر مزدوجة الترابط ا ومنها 30 نظير فراغي |
| الترقيم الرسمي                               | الترقيم الرسمي                               | الترقيم الرسمي                                                           | رقم اتريبينويد                               | رقم اتريبينويد                               | عدد النظائر الفراغية                         | الوجود في الطبيعة                            | الادراج في جداول الحظر الدوائية              | التركيب                                      |
| الاسم القصير                                 | المركز غير المتناظر                          | الاسم الكامل                                                             | الاسم القصير                                 | المركز غير المتناظر                          | عدد النظائر الفراغية                         | الوجود في الطبيعة                            | الادراج في جداول الحظر الدوائية              | التركيب                                      |
| -------------------------------------------- | -------------------------------------------- | ------------------------------------------------------------------------ | -------------------------------------------- | -------------------------------------------- | -------------------------------------------- | -------------------------------------------- | -------------------------------------------- | -------------------------------------------- |
| Δ5-كانابيديول                                | 1 و3                                         | 2- (6 الآيزوبروبيل-3-ميثيل-5-سيكلوهيكسين-1-ويل) -5-بنتيل-1,3-بينزينوديول | Δ4-كانابيديول                                | 1 و 3                                        | 4                                            | لا                                           | غير مدرج                                     |                                              |
| Δ4-كانابيديول                                | 1و 3 و6                                      | 2-(6-آيزوبرينيل-3-ميثيل-4-سيكلوهيكسين-1-ويل)-5-بنتيل-1,3-بنزينوديول      | Δ5-كانابيديول                                | 1و 3 و4                                      | 8                                            | لا                                           | غير مدرج                                     |                                              |
| Δ3-كانابيديول                                | 1 و 6                                        | 2-(6-آيزوبرينيل-3-ميثيل-3-سيكلوهيكسين-1-ويل)-5-بنتيل-1,3-بنزينوديول      | Δ6-كانابيديول                                | 3 و4                                         | 4                                            | ?                                            | غير مدرج                                     |                                              |
| Δ3,7-كانابيديول                              | 1 و 6                                        | 2-(6-آيزوبرينيل-3-مثيل سيكلوهيكسين-1-ويل)-5-بنتيل-1,3-بنزينوديول         | Δ1,7-كانابيديول                              | 3 و 4                                        | 4                                            | لا                                           | غير مدرج                                     |                                              |
| Δ2-كانابيديول                                | 1 و6                                         | 2-(6-آيزوبرينيل-3-ميثيل-2-سيكلوهيكسين-1-ويل)-5-بنتيل-1,3-بنزينوديول      | Δ1-كانابيديول                                | 3 و4                                         | 4                                            | نعم                                          | غير مدرج                                     |                                              |
| Δ1-كانابيديول                                | 3 و 6                                        | 2-(6-آيزوبرينيل-3-ميثيل-1-سيكلوهيكسين-1-ويل)-5-بنتيل-1,3-بنزيتوديول      | Δ2-كانابيديول                                | 1 و4                                         | 4                                            | لا                                           | غير مدرج                                     |                                              |
| Δ6-كانابيديول                                | 3                                            | 2-(6-آيزوبرينيل-3-ميثيل-6-سيكلوهيكسين-1-ويل)-5-بنتيل-1,3-بنزبنوديول      | Δ3-كانابيديول                                | 1                                            | 2                                            | لا                                           | غير مدرج                                     |                                              |

## الثقافة والمجتمع